# Knudtzon (Familie)
Knudtzon ist der Name einer norwegischen Familie, die im 19. Jahrhundert mehrere bedeutende Handelsunternehmen besaß.

## Geschichte
Als Stammvater der Familie Knudtzon gilt Nicolai Knudtzon (1698–1785) aus Bredsted in Südschleswig, dessen Söhne Nicolai Heinrich und Hans Carl Knudtzon in der zweiten Hälfte des 18. Jahrhunderts nach Norwegen kamen.
Hans Carl Knudtzon kam 1767 nach Trondheim, um dort bei dem ebenfalls aus Schleswig stammenden Kaufmann Broder Brodersen Lysholm in Lehre zu gehen. Nach dessen Tod 1772 erbte seine Tochter Catharina Lysholm das Unternehmen und machte Knudtzon zu ihrem Partner. Nachdem Lysholm sich aus dem Geschäft zurückgezogen hatte, war Knudtzon schließlich ab 1797 Alleininhaber des Unternehmens, das Anfang des 19. Jahrhunderts mehr als 20 Schiffe besaß, mit denen es weltweit Handel trieb. Außerdem hielt die Firma Anteile an der Trondheimer Werft, der Trondheimer Zuckerfabrik sowie den Kupferbergwerken in Røros und Kvikne. Knudtzon war auch Bürgermeister Trondheims und Mitglied des Storting. Nach seinem Tod führten seine Söhne Christian und Broder Knudtzon das Unternehmen weiter.
Sein jüngerer Bruder Nicolai Heinrich Knudtzon kam ebenfalls zunächst nach Trondheim, wo er 1784 Bürger wurde und als Vertreter deutscher Unternehmen tätig war. Vier Jahre später zog er nach Kristiansund, wo er bis 1802 die Fischhandlung des gebürtigen Schotten William Leslie in dessen Auftrag leitete und parallel dazu sein eigenes Unternehmen aufbaute. Durch dieses wurde er zu einem der reichsten Kaufleute der Stadt. 1814 zog er sich aus dem Geschäft zurück. Sein Unternehmen wurde von zweien seiner Söhne weitergeführt. Weitere Söhne gründeten eigene Firmen.
Unter den Nachkommen der Brüder Hans Carl und Nicolai Heinrich Knudtzon waren neben Kaufleuten auch mehrere Politiker und Konsuln, der Kunstsammler und Mäzen Jørgen von Cappelen Knudtzon, der Arzt Christian Frederik Knudtzon und der Sprachforscher Jørgen Alexander Knudtzon.